# Minardi M194
Minardi M194 – samochód Formuły 1, zaprojektowany przez Aldo Costę oraz Gustava Brunnera dla zespołu Minardi. Model M194 uczestniczył w sezonie 1994 Formuły 1, począwszy od Grand Prix Kanady, kiedy to zastąpił model M193B. Kierowcami zespołu byli doświadczeni Pierluigi Martini oraz Michele Alboreto, kierowcą testowym natomiast był Luca Badoer. Jedyne punkty tym samochodem zdobył Pierluigi Martini podczas Grand Prix Francji, zajmując piąte miejsce.

## Wyniki
| Legenda oznaczeń w tabelach wyników Wyświetl szablon na nowej stronie | Legenda oznaczeń w tabelach wyników Wyświetl szablon na nowej stronie                                                                     |
| Oznaczenie                                                            | Wyjaśnienie |
| --------------------------------------------------------------------- | --- |
| Złoty                                                                 | Zwycięzca lub mistrzostwo |
| Srebrny                                                               | 2. miejsce lub wicemistrzostwo |
| Brązowy                                                               | 3. miejsce lub II wicemistrzostwo |
| Zielony                                                               | Ukończył, punktował (w klasyfikacji generalnej, gdy zdobył co najmniej jeden punkt na przestrzeni sezonu, poza trzema powyższymi opcjami) |
| Niebieski                                                             | Ukończył, nie punktował (w klasyfikacji generalnej, gdy nie zdobył co najmniej jednego punktu na przestrzeni sezonu)                      |
| Czerwony                                                              | Nie zakwalifikował się (NZ) |
| Czerwony                                                              | Nie prekwalifikował się (NPK) |
| Różowy                                                                | Nie ukończył (NU) |
| Różowy                                                                | Niesklasyfikowany (NS) (w klasyfikacji generalnej, gdy nie został sklasyfikowany w żadnym wyścigu sezonu)                                 |
| Czarny                                                                | Zdyskwalifikowany (DK) |
| Czarny                                                                | Wykluczony (WYK/EX) |
| Biały                                                                 | Nie wystartował (NW) |
| Biały                                                                 | Kontuzjowany (K/INJ) |
| Biały                                                                 | Wyścig odwołany (OD/C) |
| Bez koloru                                                            | Został wycofany (WYC/WD) |
| Bez koloru                                                            | Nie przybył (NP/DNA) |
| Bez koloru                                                            | Nie brał udziału w treningach (NT/DNP) |
| Bez koloru                                                            | Nie został zgłoszony (–) |
| Pogrubienie                                                           | Start z pole position |
| Kursywa                                                               | Najszybsze okrążenie wyścigu |
| †                                                                     | Nie ukończył, ale jego rezultat został zaliczony ze względu na przejechanie więcej niż 90% dystansu wyścigu.                              |
| *                                                                     | Sezon w trakcie |
| 1/2/3                                                                 | Punktowana pozycja w sprincie kwalifikacyjnym                                                                                             |
| Lista systemów punktacji Formuły 1                                    | |

| Sezon | Konstruktor | Kierowcy          | Wyniki kierowców | Wyniki kierowców | Wyniki kierowców | Wyniki kierowców | Wyniki kierowców | Wyniki kierowców | Wyniki kierowców | Wyniki kierowców | Wyniki kierowców | Wyniki kierowców | Wyniki kierowców | Wyniki kierowców | Wyniki kierowców | Wyniki kierowców | Wyniki kierowców | Wyniki kierowców | Wyniki kierowców | Wyniki kierowców | Wyniki konstruktora | Wyniki konstruktora |
| 1994  |             |                   | BRA              | PAC              | SMR              | MCO              | ESP              | CAN              | FRA              | GBR              | DEU              | HUN              | BEL              | ITA              | PRT              | EUR              | JPN              | AUS              | Punkty           | Pozycja          | Punkty              | Pozycja             |
| ----- | ----------- | ----------------- | ---------------- | ---------------- | ---------------- | ---------------- | ---------------- | ---------------- | ---------------- | ---------------- | ---------------- | ---------------- | ---------------- | ---------------- | ---------------- | ---------------- | ---------------- | ---------------- | ---------------- | ---------------- | ------------------- | ------------------- |
| 1994  | Minardi     | Pierluigi Martini |                  |                  |                  |                  |                  | 9                | 5                | 10               | NU               | NU               | 8                | NU               | 12               | 15               | NU               | 9                | 4 (2)            | 21               | 5 (2)               | 10                  |
| 1994  | Minardi     | Michele Alboreto  |                  |                  |                  |                  |                  | 11               | NU               | NU               | NU               | 7                | 9                | NU               | 13               | 14               | NU               | NU               | 1 (0)            | 24               | 5 (2)               | 10                  |